# Thrasyboulos von Milet
Thrasyboulos von Milet (Θρασύβουλος ο Μιλήσιος) war Anfang des 6. Jahrhunderts v. Chr. Herrscher (Tyrann) der Stadt Milet, an der Westküste Kleinasiens, in der heutigen Türkei, gelegen.
Er wird unter anderem von Herodot (Hdt. 5.92f), Aristoteles (Aristot. Pol. 3, 1284a & Aristot. Pol. 5, 1311a) und Dionysios von Halikarnassos erwähnt. Ihm wird die machiavellistische Doktrin zugeschrieben, dass derjenige, der sich als Alleinherrscher behaupten will, zunächst alle ernst zu nehmenden Konkurrenten ermorden muss. In der ganzen Antike war die Anekdote bekannt, wie er diesen machtpolitischen Grundsatz seinem Freund Periander, dem Tyrannen von Korinth, demonstriert, indem er in einem Getreidefeld auf die über die Masse hinausragenden Ähren zeigt und diese ausreißt. In manchen Überlieferungen wird die Geschichte auch umgekehrt erzählt, die zynische Demonstration also dem Periander zugeschrieben, der in der Antike als der eigentliche Erfinder und Hauptvertreter der Tyrannis galt.
Thrasyboulos gilt als Zeitgenosse des lydischen Herrschers Alyattes II., gegen den Milet während dessen Regentschaft von 605 v. Chr. bis 561 v. Chr. mehrere Jahre Krieg führte.